# Lợn rừng Ấn Độ
Lợn rừng Ấn Độ (Danh pháp khoa học: Sus scrofa cristatus), còn được gọi là lợn Andaman hoặc Lợn Moupin là một phân loài của loài lợn rừng bản địa hoang dã đến từ Ấn Độ, Nepal, Myanmar, miền tây Thái Lan và Sri Lanka. 

## Đặc điểm
Lợn rừng Ấn Độ khác biệt với những họ hàng châu Âu của mình bởi nó lớn hơn, mạnh hơn và đặc trưng bởi sọ thẳng, nhỏ hơn, đôi tai của nó sắc nét hơn và tổng thể nhẹ hơn. Chúng cũng cao hơn và nhiều hơn nữa thưa thớt lông hơn lợn rừng châu Âu, mặc dù lông trở lại của nó phát triển nhiều hơn, những chiếc đuôi cũng chần hơn. Những con đực có chiều cao từ 83,82-91,44 cm (33-36 inch) tính đến chiều cao đo ở vai (với một mẫu vật tại Bengal đã đạt 38 inch) và chiều dài cơ thể là vào khoảng 1.5m. Trọng lượng khoảng 90,72-136,08 kg (200-300 lb).
Chúng cũng rất ưa thích tắm nước bùn vào mùa nóng. Thiên địch của lợn rừng Ấn Độ là hổ. Với lợi thế răng nanh sắc dài 8–10 cm, một con lợn rừng to hoàn toàn có khả năng giết chết hổ nếu như chúa sơn lâm sơ ý. Tuy nhiên thông thường, hổ thường dùng tư thế đứng chếch ngang rồi quay sang vít đầu lợn xuống đất đã làm cho chiếc mồm lợi hại của con lợn bị vô hiệu hóa. Lợn rừng Ấn Độ là loài ăn tạp, chúng có thể ăn thịt người, một ghi nhận cho thấy, ở Silokhera, Ấn Độ, hai con lợn cắn xé cơ thể một em bé bảy tháng tuổi gần một bãi rác. hai con lợn rừng bất ngờ tìm thấy cơ thể bé gái sơ sinh bị bỏ rơi. Chúng xem như bữa ăn của mình nên lao vào cắn xé. Sau khi đã no nê, chúng kéo cái xác nhỏ xung quanh đường phố.

## Trong văn hóa
Lợn rừng thỉnh thoảng xuất hiện trong thần thoại Vedic. Một câu chuyện hiện tại là Bà La Môn có thần Indra giết một con lợn tham lam, người đã đánh cắp các kho báu của các vị Atula, sau đó cho thịt của nó để cho Vishnu, đã dâng nó làm của tế lễ cho các vị thần. Trong câu chuyện kể lại của câu chuyện trong Charaka Samhita, lợn đực giống được mô tả như một hình thức Prajāpti, và được nâng trái đất từ các vùng biển nguyên sinh. Trong sử thi Ramayana và Puranas, lợn đực giống được miêu tả như một thế thân của Vishnu.